# Marcha de la producción / La producción
«Marcha de la producción / La producción» es un sencillo lanzado en 1971 por el sello DICAP, cuyo lado A pertenece a la agrupación chilena Quilapayún, y el lado B a los Amerindios. El Lado A pertenece al disco Vivir como él lanzado ese mismo año.

## Lista de canciones
| Lado A |                           |               |          |  |
| N.º    | Título                    | Escritor(es)  | Duración |  |
| 1.     | «Marcha de la producción» | Sergio Ortega |          |  |

| Lado B |                 |              |          |  |
| N.º    | Título          | Escritor(es) | Duración |  |
| 2.     | «La producción» |              |          |  |